# Строганова, Софья Владимировна
Графиня Софья Владимировна Строганова, урождённая Голицына (11 ноября 1775 — 3 марта 1845) — фрейлина четырёх императриц, младшая дочь «усатой княгини» Н. П. Голицыной, сестра московского генерал-губернатора князя Д. В. Голицына и статс-дамы Е. В. Апраксиной; жена генерала графа П. А. Строганова. Была очень дружна с императрицей  Елизаветой Алексеевной.

## Биография
Софья Владимировна была младшим и любимым ребёнком в семье. Воспитание она получила большей частью за границей, сопровождая мать в её путешествиях по Европе. В пятнадцатилетнем возрасте Софья вернулась с родителями в Россию. Получив блестящее и самое разностороннее образование, она в то же время весьма плохо владела русским языком и впоследствии потратила немало труда, чтобы сгладить этот пробел. Воспитанная идеями просвещения, она стремилась к образованию, к постоянному совершенствованию личности. Впоследствии графиня Софья достигла высочайшей образованности самостоятельно и перевела на русский язык вторую часть «Божественной комедии» Данте.

## Замужество

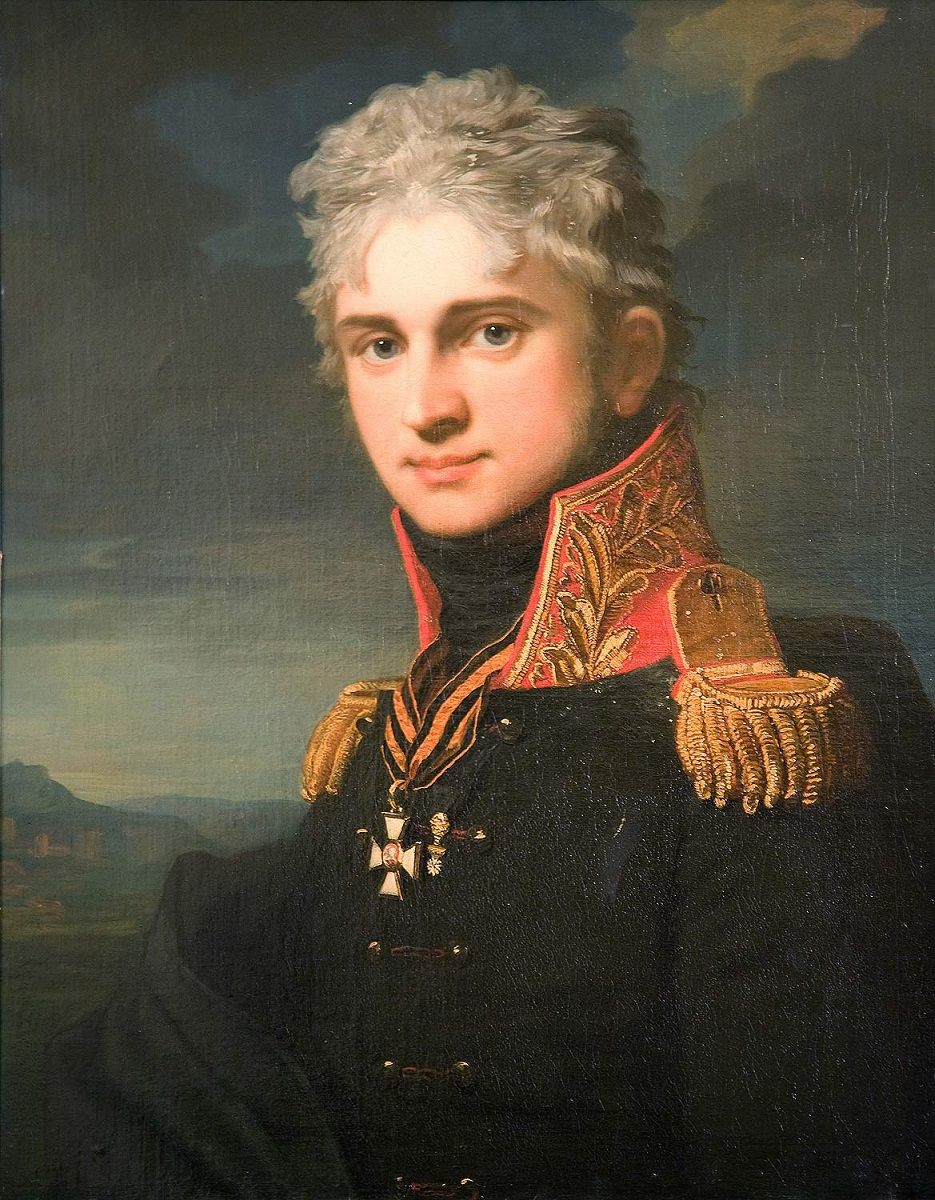
Павел Строганов (1808)

Проживая в  Москве, Голицыны  часто гостили в усадьбе Братцево у Екатерины Строгановой. Там 17-летняя Софья Голицына познакомилась с 18-летним сыном хозяйки дома Павлом, который за участие  в революционных событиях  1789—1790 гг. во Франции был отозван в Россию  и сослан Екатериной II  подальше от столицы в подмосковное имение матери. 6 мая 1793 года молодые люди поженились. Венчание состоялось в Петербурге, в церкви Успения Пресвятой Богородицы на Сенной. Державин написал на их помолвку стихотворение:
О, сколь, София! ты приятна

В невинной красоте твоей,

Как чистая вода прозрачна,

Блистая розовой зарей.
Для обоих это была блестящая партия. Первые годы супружества Строгановы жили в Москве, где в июне 1794 года у них родился первенец Александр. 

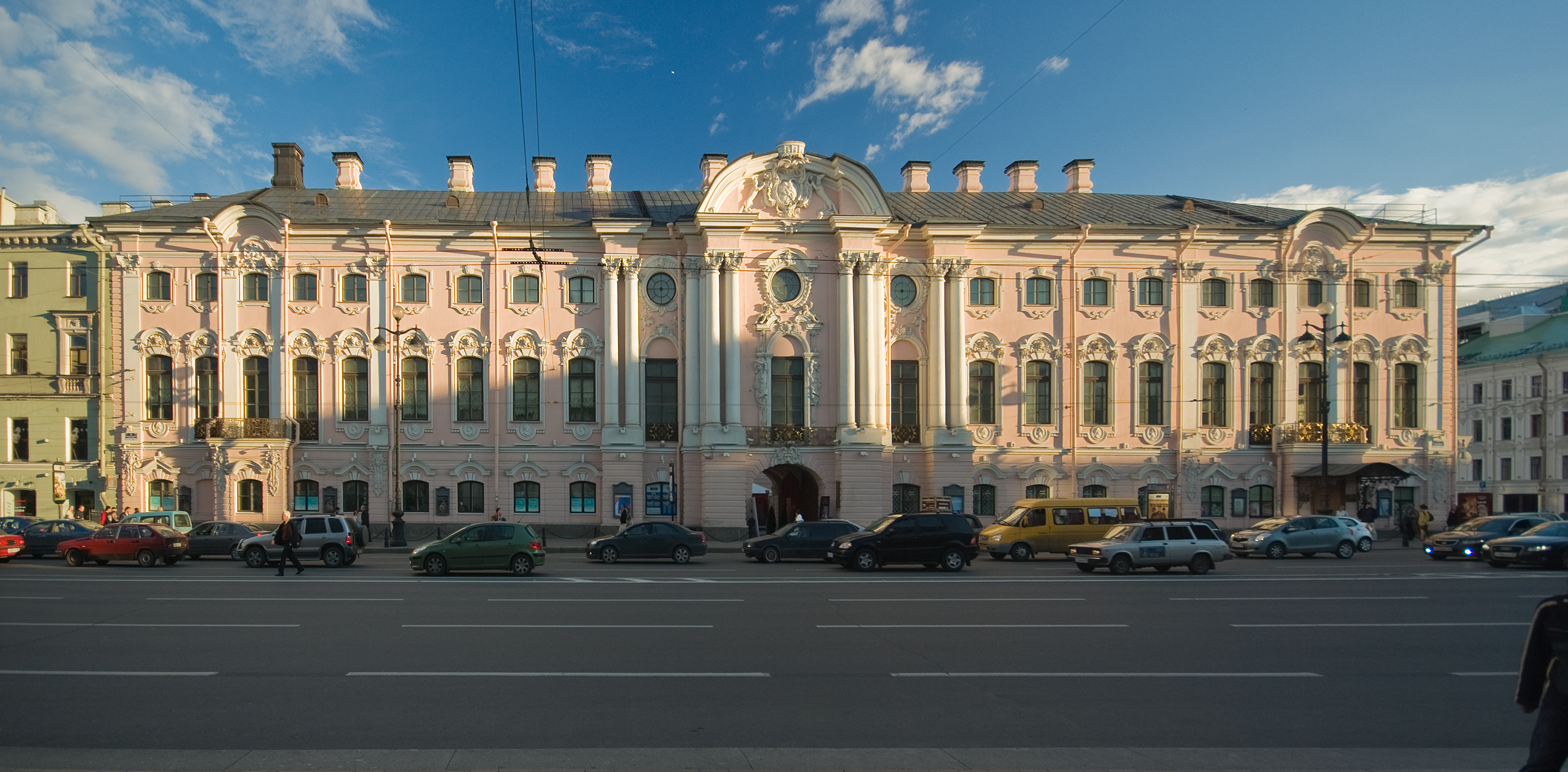
Строгановский дворец. Вид с Невского пр-та

С воцарением Павла I, крёстного отца Павла Строганова, молодые супруги переехали в Петербург. Они поселились в роскошном дворце первого богача России графа  А.С. Строганова близ Полицейского моста, на углу Невского и набережной Мойки. Благодаря дружбе Павла Строганова с великим князем Александром Павловичем супруги скоро стали самыми близкими людьми в интимном кружке великокняжеского двора. Софья Владимировна стала придворной дамой, близкой подругой супруги наследника, Елизаветы Алексеевны, Павел Александрович — камергером и ближайшим другом Александра I. Гармоничная чета Строгановых, по камер-фурьерскому журналу, постоянно украшала царственное застолье. Великокняжеская семья часто посещала балы, вечера и рауты, которые устраивались в доме Строгановых. 
Примечательно, что как подруга императрицы графиня Софья Владимировна не имела никаких придворных отличий. В 1806 году ей был пожалован статс-дамский портрет. Однако графиня вернула портрет государю, попросив при этом пожаловать в статс-дамы вместо неё её мать, княгиню Н.П. Голицыну, что и было исполнено. 

Близость ко двору часто создавала атмосферу личной несвободы, порой бывала обременительной. Обворожительная красота Софьи Владимировны одно время сильно увлекала тонкого ценителя женщин Александра I. Графиня сумела, однако,  с достоинством выйти из этого трудного положения и сохранить дружеское расположение к себе с царской четы. Своими внешними и духовными качествами, тонким умом и прекрасным образованием Софья Владимировна  обращала на себя в придворных сферах всеобщее внимание. Графиня Роксандра Эдлинг писала о ней :
… Будучи очаровательно умна, она никогда не давала чувствовать своё превосходство; потребно много искусства, дабы скрыть такое обилие прелестей и добродетелей. Что до меня, то я восхищалась охотно и потому я любила графиню Строганову и полагаю, что невозможно встретить столько совершенств в одном лиц…
Полная взаимная любовь к мужу и детям и нежный уход за обожавшей её матерью наполняли домашнюю жизнь  Софьи Владимировны.  Сохранилось почти 500 писем переписки между супругами Строгановыми. Письма любви, нежности, поэзии, каждая строчка которых дышит большим уважением друг к другу. Но семейное счастье Софьи Владимировны подверглось тяжёлым ударам судьбы.

## Смерть сына и мужа

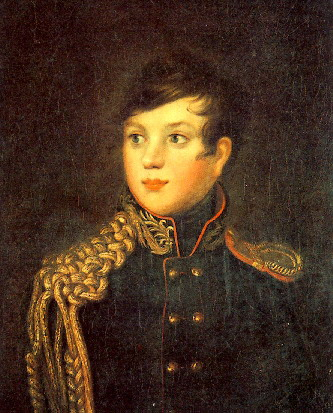
Александр Строганов, 1813

В 1812 году граф Павел Строганов, командир лейб-гвардии 2-й пехотной дивизии, взял с собой на битву за Отечество единственного сына Александра. Вместе они отличились в Бородинском сражении. Освобождая Германию, участвовали в знаменитой Лейпцигской битве народов, где под сыном убило лошадь. В 1814 году в последнем страшном сражении близ Парижа  русские  сломили мощь наполеоновской империи, но 23 февраля 1814 года 19-летний граф Александр Строганов встретил страшную смерть под Краоном, пораженный мгновенно ядром в голову. Отец двое суток искал тело сына. В безутешной скорби граф Строганов вез тело наследника рода через всю Европу, предав его родной земле в Александро-Невской лавре с воинскими почестями. Старые друзья Строганова глубоко сочувствовали его семье. А. Я. Булгаков в апреле 1814 года писал брату:
Говорят много о смерти молодого графа Строганова. В Петербурге не знают, как объявить о сем несчастье графине, которая уже очень занемогла, узнав вдруг о смерти архитектора Воронихина. Эта преждевременная смерть (хотя, по здравой логике, в армии преждевременной смерти на бывает) возбудила беспокойство всех матерей, тем более говорят о многих раненых генералах.

Князь А. Чарторыйский писал Н. Н. Новосильцеву:
Слыхали ли вы уже, милый друг, о случившемся несчастье? Бедный Александр Строганов убит почти на глазах своего отца, который в полном отчаянии. Что будет с бедной графиней Софьей Владимировной? Выдержит ли она этот ужасный удар? Редко что-либо меня так огорчало… Несчастие этого семейства ужасно; несчастье, которое постигло таких друзей, как эти, надрывает сердце.
Павел Александрович не выдержал гибели сына и стал угасать на глазах. Симптомы болезни ясно указывали на чахотку. По предписанию докторов в 1817 году он отправился в морское путешествие за границу. Софья Владимировна с величайшим трудом добилась позволения у мужа сопровождать его, но по настоянию больного, предчувствовавшего близкую кончину, с отчаянием в сердце должна была в Копенгагене съехать на берег  и вернуться через Швецию в Россию, где узнала о смерти мужа, наступившей 10 июня 1817 года, через два дня после её отъезда. 
Тело Строганова было доставлено в Петербург и погребено рядом с сыном в фамильной усыпальнице в присутствии императорской семьи. Со смертью графа Павла Александровича пресеклась младшая линия Строгановых. Охватившее Софью Владимировну горе заставило родных  опасаться за её жизнь, и в эти тяжелые для неё месяцы проявилась с необычайной теплотой сердечная привязанность к ней императрицы Елизаветы.

## Владелица Строгановского майората

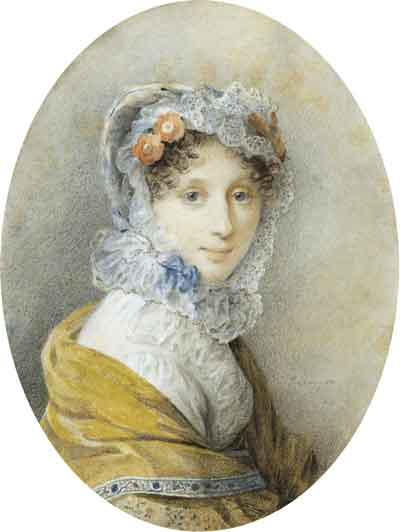
Софья Строганова. Акварель П. Ф. Соколова, конец 1810-х гг.

Оставшись вдовой в 42 года  и пожизненной владелицей Строгановского  майората (всего до 46 тыс. душ), Софья Владимировна остальное время своей жизни проводила или в своём имение Марьине, или в петербургском Строгановском дворце. Вся её деятельность сосредоточивалась почти исключительно на управлении и упорядочении запущенного хозяйства.
В течение 27 лет и 8 месяцев она единолично управляла своими громадными имениями и привела их, после многих лет неусыпного труда, в блестящее состояние во всех отношениях. Вся администрация в её имениях состояла из местных уроженцев, бывших её крепостных или их потомков. Лица, назначавшиеся на должности, требовавшие специальных познаний, предварительно обучались в основанных самой же графиней школах и за счет её посылались даже в высшие учебные заведения Западной Европы.
В 1823 году  графиня основала в Петербурге собственную «Частную горнозаводскую школу», которая через 11 лет была переименована в «Школу земледелия, горных и лесных наук», утвердила Правила о пенсиях служащим и мастеровым.
В 1825 году, заботясь об улучшении земледелия у своих крестьян, Софья Владимировна основала в имении Марьине земледельческую школу, в которую из пермских вотчин были присланы 50 крестьянских сирот. Школы она учредила чуть не во всех более или менее значительных поселениях майората, а во многих из них также и подобие нынешних врачебных пунктов, для обслуживания которых посылала из Петербурга врачей-иностранцев. В Нижнем Новгороде семейству Строгановых с XVII века принадлежала огромная территория около реки. По её «Регулярному плану застройки города 1824 года» улица Рождественская должна быть спрямлена, иметь красную линию и застраиваться каменными зданиями.
Софья Владимировна состояла в Вольном экономическом обществе и за свою деятельность была награждена золотой медалью. В 1837 году в зале собраний Общества был установлен её бюст.

Кроме врожденной способности к  административно-хозяйственной деятельности,  Софья  Владимировна  обладала тонким  художественным вкусом. Творчество относилось к числу её сильных увлечений. Она была прекрасным рисовальщиком и живописцем. Её тонкие лирические пейзажи, выполненные акварелью, в начале XX века хранились во дворце на Невском . Французская художница Виже-Лебрён, работавшая у графа А.С.Строганова, вспоминала  :
После того, как привезенный мною из Вены слуга обокрал меня,  и я осталась без прислуги, граф Строганов дал мне одного из своих крепостных, который, по его словам, умел приготавливать палитру и очищать кисти, чем он занимался у невестки графа, которая иногда развлекалась живописью...
Свою любовь к живописи графиня Софья передала и дочерям, неплохим художницам. Её старшая дочь Наталья владела искусством гравирования.
В память о своем свёкре, графе А. С. Строганове, президенте Академии художеств, Софья Владимировна увеличила количество стипендий воспитанникам Академии из своих средств. Оплачивала обучение в Петербургской академии художеств архитектора П. А. Шарова. В 1819 году на её средства было выпущено написанное Семёном Кирилловым «Руководство к познанию живописи, изданное для юношества обучающегося». А пять лет спустя графиня стала одним из учредителей Общества поощрения художеств, сыгравшего немалую роль в распространении культуры в России.
Графиня традиционно держала двери петербургского дворца открытыми для представителей литературного и художественного мира. Меценатка  была прекрасно знакома с русской литературой, постоянно принимала у себя поэтов и писателей. В её никогда не пустовавшем салоне завсегдатаями были Н. И. Гнедич, В. Л. Боровиковский, И. П. Мартос, Н. М. Карамзин, баснописец И. А. Крылов, поэт и царедворец В. А. Жуковский, её дальний родственник офицер поручик Семёновского полка Чичерин. Предположительно, бывал там и А. С. Пушкин.

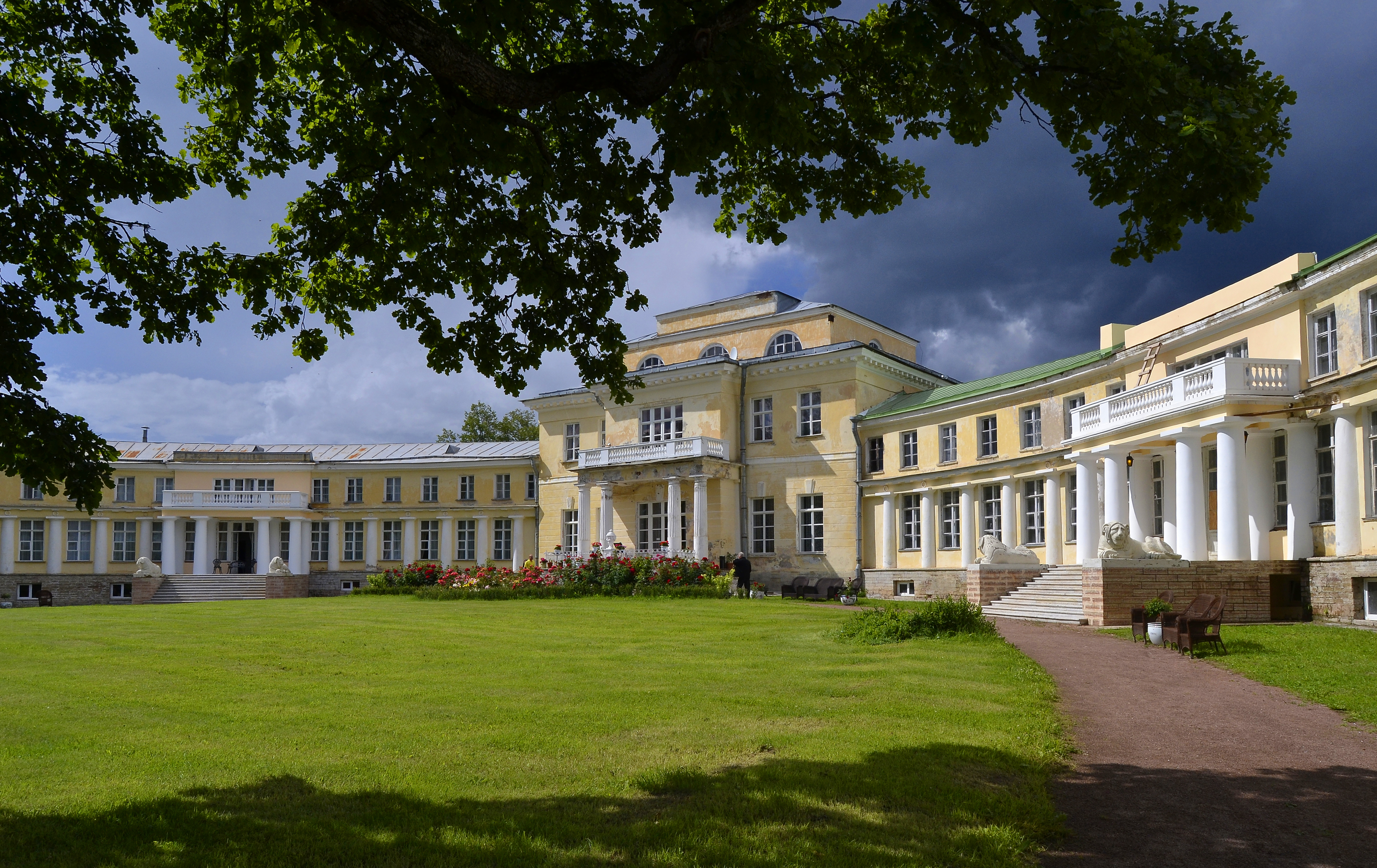
Усадьба Марьино

Дружеские отношения связывали Строганову с семьёй Олениных; о близости их можно судить по тому, что именно А. Н. Оленина попросил граф П. А. Строганов известить Софью Владимировну о гибели их сына. Знаменитую картинную галерею графини Строгановой посещали представители высшей знати и люди искусства. На Строгановской даче близ Чёрной речки, напротив  Каменного острова, часто бывали члены царской семьи. Эта дача была построена в 1795 году графом А. С. Строгановым на берегу Большой Невки для сына и невестки. Именно там проходили известные всем современникам строгановские праздники.
К 1829 году три старшие дочери Софьи Владимировны были уже замужем за достойными супругами из высшей титулованной знати. Только младшая Ольга оставалась при матери. Её избранником оказался граф Павел Карлович Ферзен, стройный белокурый красавец. Выбор Ольги не понравился её семье, и Ферзену было отказано. В июне 1829 года в обществе разразился скандал, Ольга бежала с Ферзеном и тайно обвенчалась с ним. Но всё закончилось благополучно. Софья Владимировна простила любимую дочь и, стремясь избежать огласки происшествия, написала письмо командиру Кавалергардского полка графу Апраксину о своем согласии на этот брак.
Последние годы жизни графини Строгановой были омрачены ранней смертью дочери Ольги, потом любимой матери. Но будучи уже сама в преклонном возрасте, Софья Владимировна сохраняла отличавшие её силу характера, ясность и прямоту ума и в своих религиозных верованиях и верном понимании блага Отечества.
Скончалась графиня Строганова неожиданно 3 марта 1845 года от паралича сердца, тихо и безболезненно, только что отговев на первой неделе поста. Тело её было предано земле в Лазаревской церкви в Александро-Невской лавре; император Николай I и императрица Александра Фёдоровна приезжали поклониться её праху.

## Дети
У Строгановых был один сын и четыре дочери:
- Александр Павлович (1794 — 23 февраля 1814)
- Наталия Павловна (1796—1872) — единственная наследница строгановского состояния, жена с 1818 года четвероюродного брата барона С. Г. Строганова, которому перешёл графский титул Строгановых.
- Аделаида (Аглая) Павловна (1799—05.10.1882) — фрейлина, кавалерственная дама ордена св. Екатерины меньшего креста, с 1821 года жена князя В. С. Голицына (1794—1836); после смерти матери унаследовала Марьино с 1845 года. Скончалась от водянки в Баден-Бадене, похоронена  там же на общем городском кладбище.
- Елизавета Павловна (1802—1863) — жена светлейшего князя Ивана Дмитриевича Салтыкова (1797—1832), первая хозяйка готической дачи на Чёрной речке.
- Ольга Павловна (1808—1837), с 1829 года жена графа П. К. Ферзена (1800—1884).

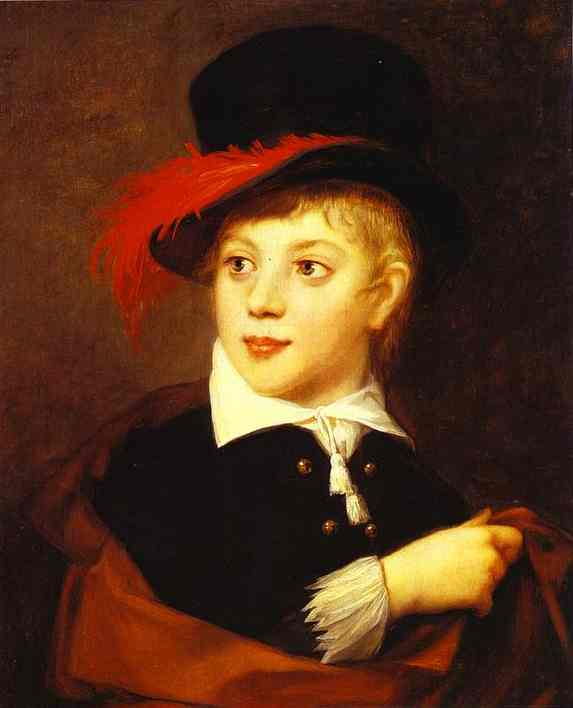
Александр Павлович, сын
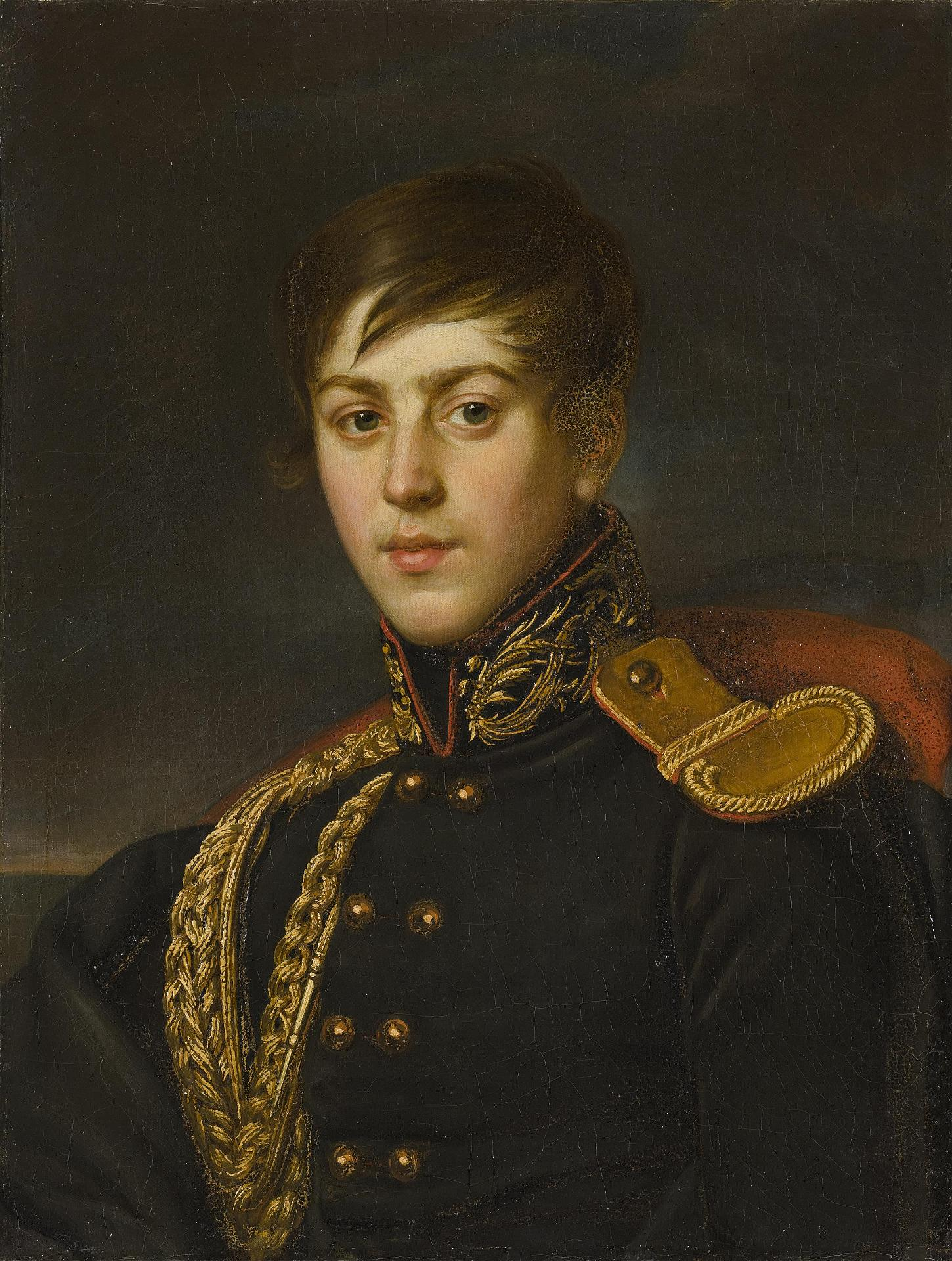
Александр Павлович, сын
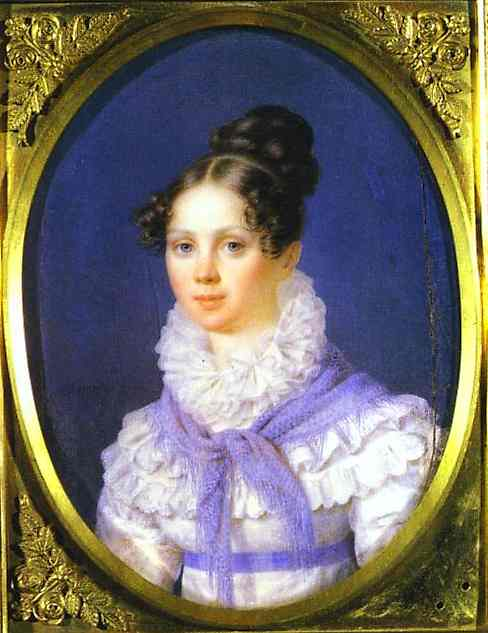
Наталия Павловна, дочь
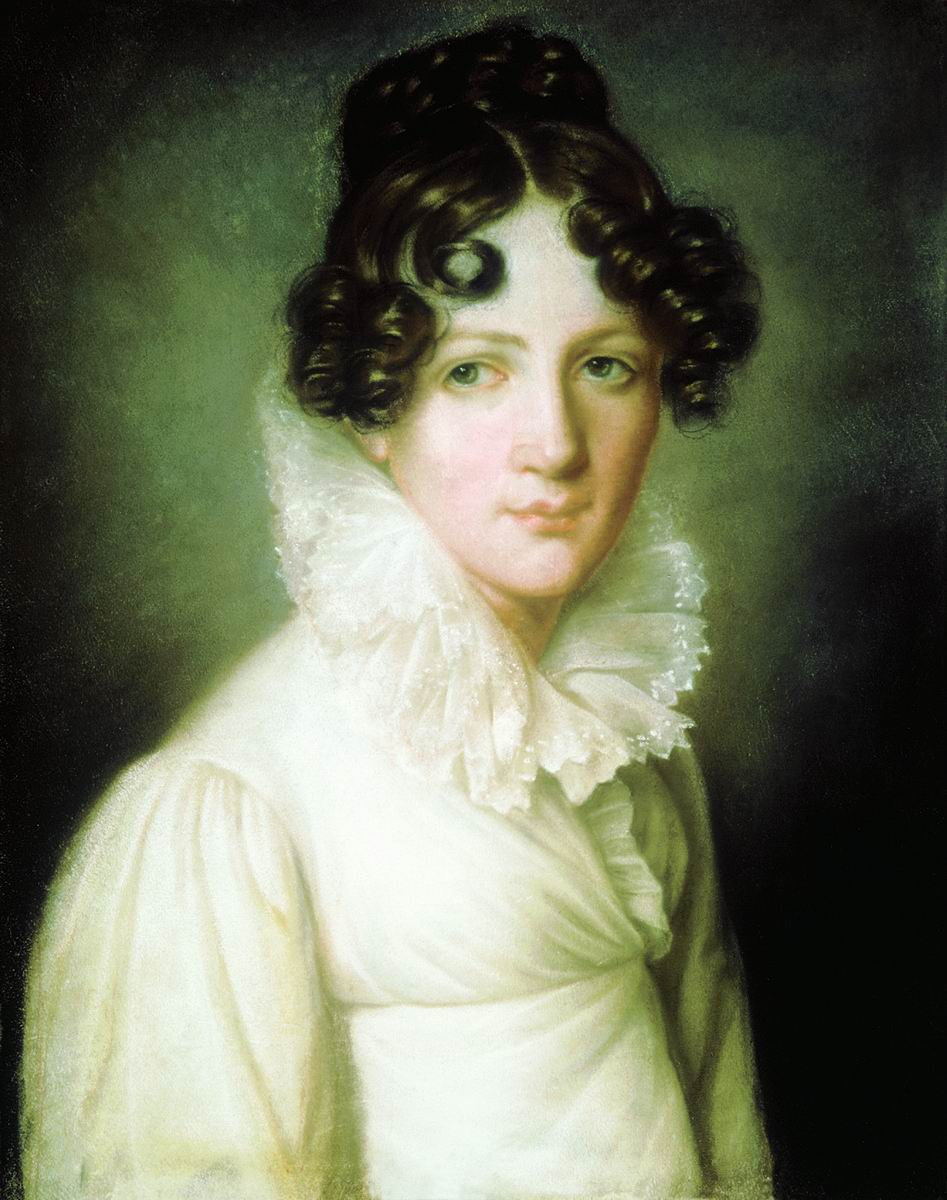
Наталия Павловна, дочь
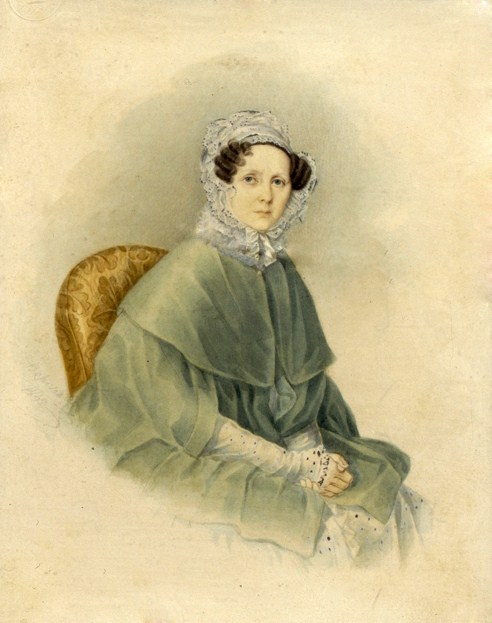
Наталия Павловна, дочь
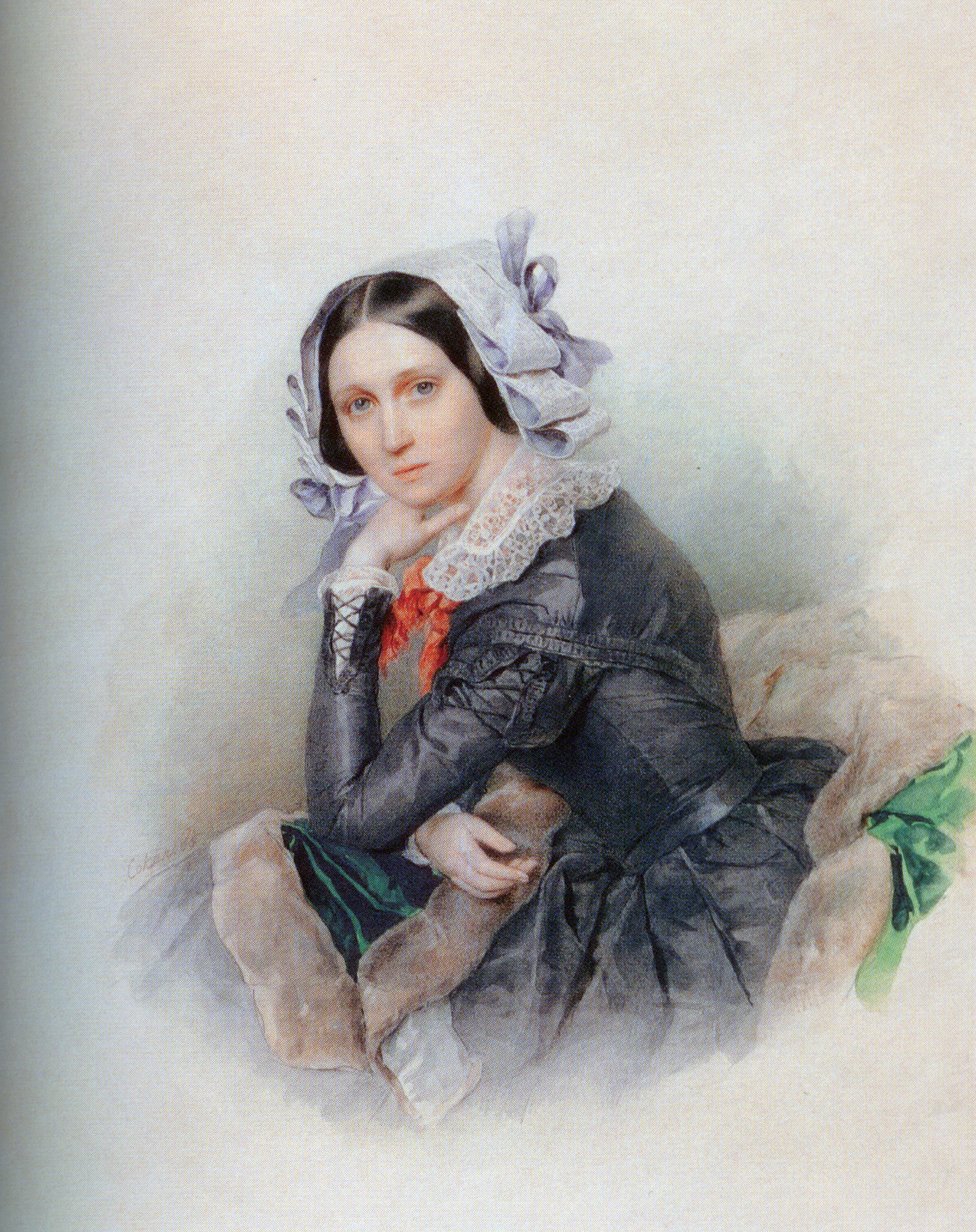
Аделаида Павловна, дочь
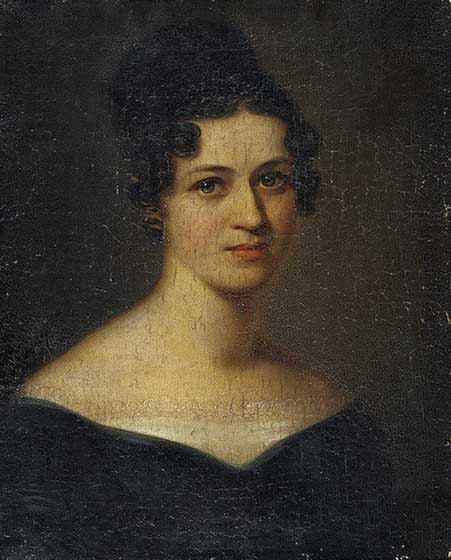
Аделаида Павловна, дочь
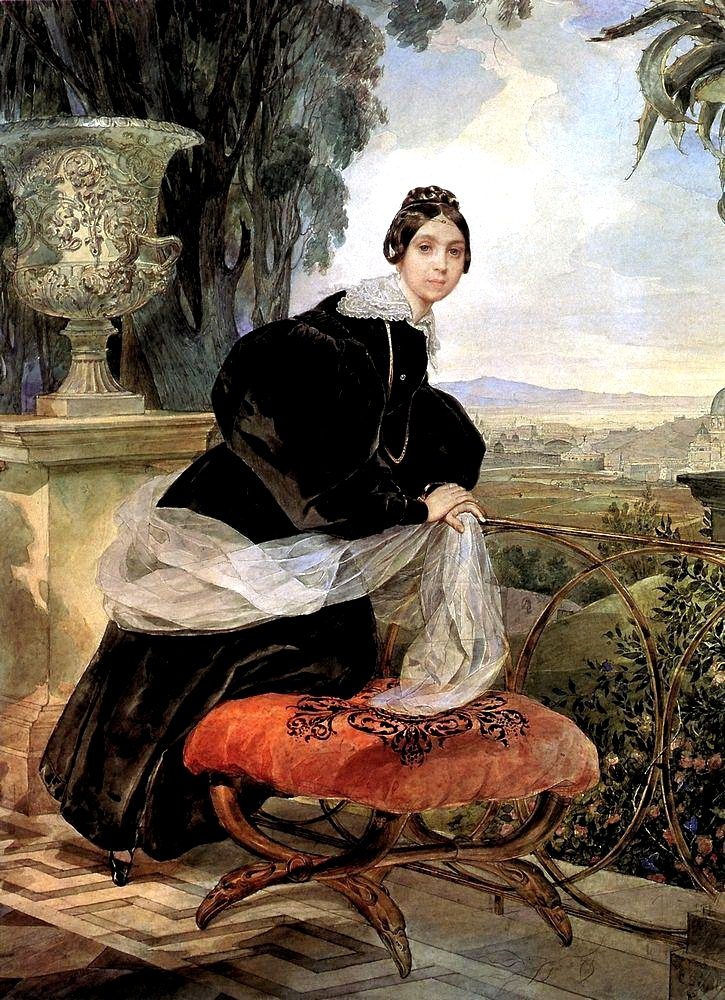
Елизавета Павловна, дочь
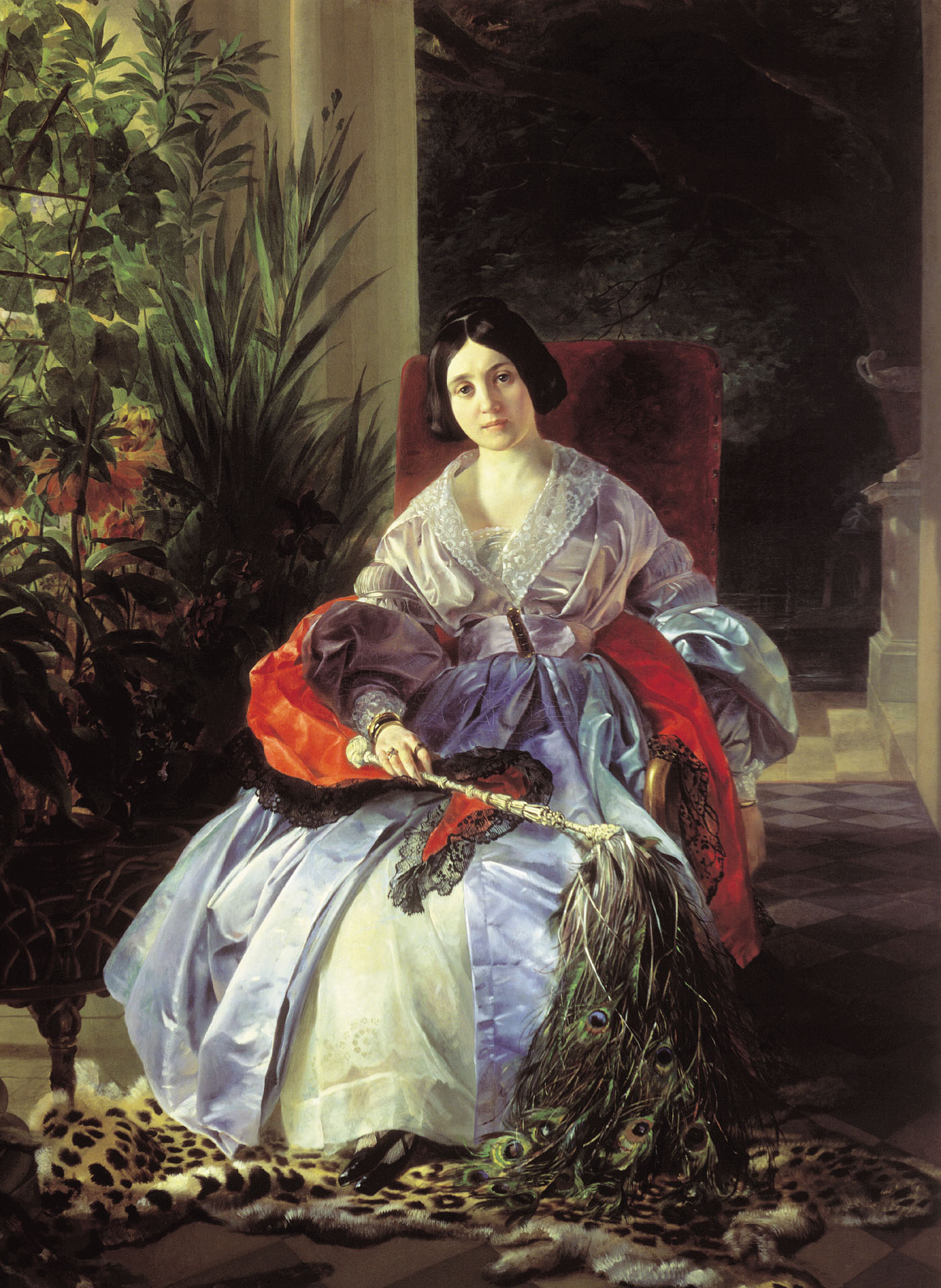
Елизавета Павловна, дочь
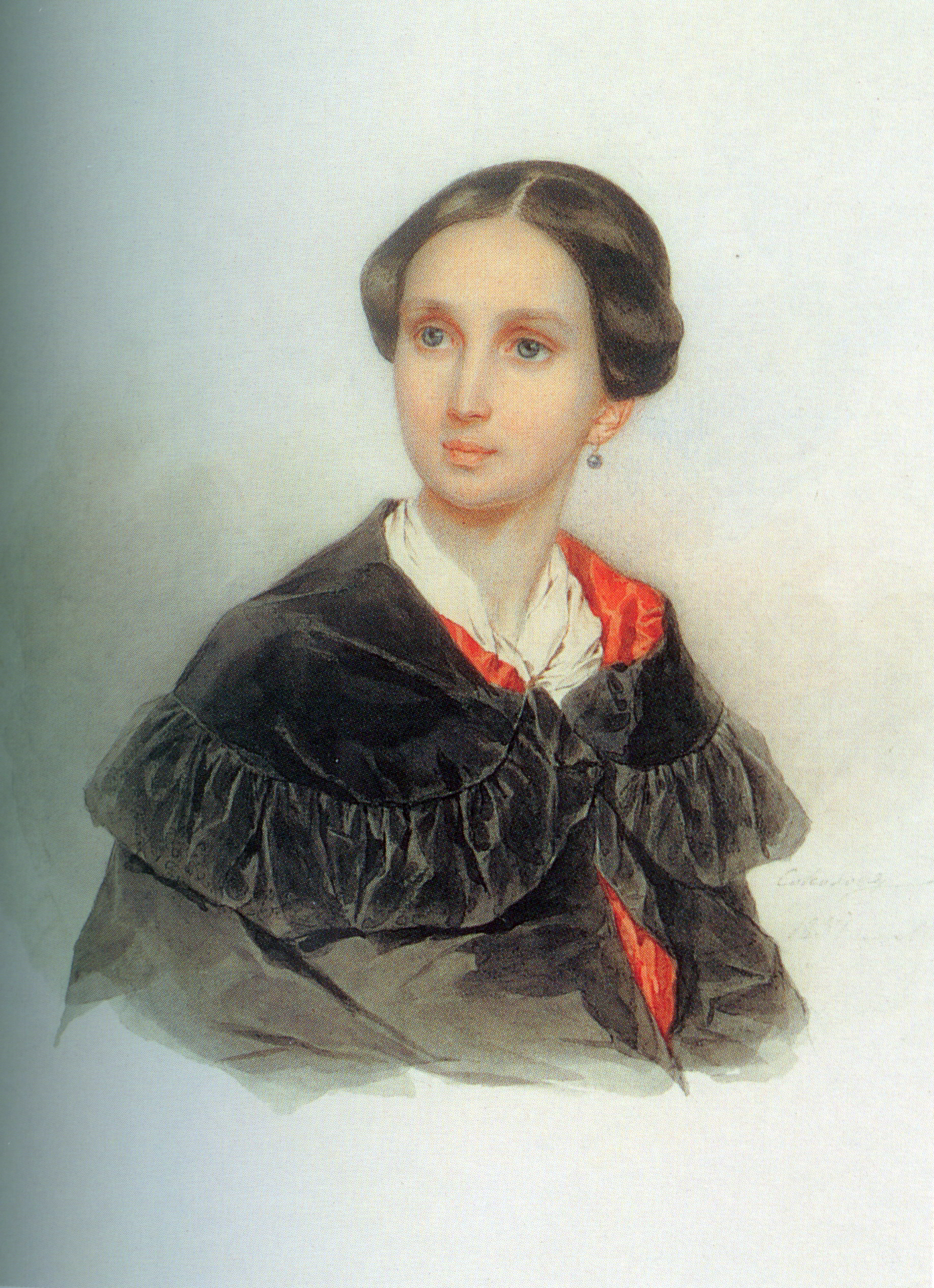
Ольга Павловна, дочь
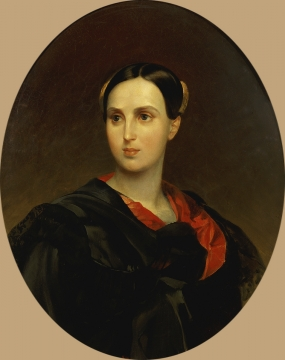
Ольга Павловна, дочь